# El Moral (Murcia)
El Moral es una localidad dentro del municipio de Caravaca de la Cruz, situada en la parte occidental de la comarca del Noroeste (Región de Murcia), en el sureste de España. A siete kilómetros del límite con la provincia de Granada, cerca de esta localidad se encuentran los núcleos de El Hornico, El Entredicho, Almaciles y Cañada de la Cruz.